# Spánková kost
Spánková kost (latinsky: os temporale) je párová kost složitého tvaru. Hlavní část kosti spánkové – kost skalní neboli pyramida (os petrosum respektive pars pyramidalis) – je klínovitě vsazená mezi kost klínovou a týlní. Obsahuje dutiny pro sluchové a rovnovážné ústrojí a kostěné kanálky pro cévy a hlavové nervy, krom sluchorovnovážného nervu VIII. zde prochází rovněž část bloudivého nervu X. Z šupin umístěné laterálně vybíhá vpřed lícní výběžek. Pod ním je jamka kloubu čelistního pro hlavičku dolní čelisti. Vchod do zevního zvukovodu lemuje kost bubínková, za ním je masivní, dobře hmatný výběžek bradavkový (processus mastoideus). Ze spodní plochy vybíhá ostrý výběžek bodcovitý (prosessus styloideus), na kterém je zavěšená jazylka.
Spánková kost se skládá ze tří částí, které osifikují samostatně a srůstají do jedné kosti během prvního roku života. Stopy po místech srůstu zůstávají po celý život v podobě švů a štěrbin. Spánkovou kost tvoří:
- šupinová část spánkové kosti (šupina)
- skalní část spánkové kosti (skalní kost)
- bubínková část spánkové kosti